# Elymnias orientalis
Elymnias orientalis är en fjärilsart som beskrevs av Johannes Karl Max Röber 1891. Elymnias orientalis ingår i släktet Elymnias och familjen praktfjärilar. Inga underarter finns listade i Catalogue of Life.